# Gerrit Smith Miller
Gerrit Smith Miller, Jr. (6 de dezembro de 1869 — Washington, D.C., 24 de fevereiro de 1956) foi um zoólogo americano.
Nasceu em Peterboro em 1869. Graduou-se na Universidade de Harvard em 1894 e trabalhou com Clinton Hart Merriam no Departamento de Agricultura dos Estados Unidos da América. Tornou-se assistente do curador de mamíferos do Museu Nacional dos Estados Unidos em Washington, em 1898, e foi curador de 1909 a 1940, quando tornou-se um associado em biologia no Smithsonian Institution. Em 1906 viajou para a França, Espanha e Tânger numa expedição de coleta.